# Belgenbach
Der Belgenbach ist ein 4,4 km langer, orografisch linker Nebenfluss der Rur im nordrhein-westfälischen Monschau.

## Geographie

### Verlauf
Der Belgenbach entspringt etwa einen Kilometer östlich von Konzen auf einer Höhe von 532 m ü. NHN. Von hier aus fließt der Bach überwiegend in südöstliche Richtungen. Dabei markiert er die Grenze zwischen Monschau und Simmerath. Nach einer Flussstrecke von 4 km mündet von Norden der Drosselbach; der Belgenbach mündet nach weiteren 400 m etwa 300 m nördlich von Widdau auf 350 m ü. NHN linksseitig in die Rur. Bei einem Höhenunterschied von 182 m beträgt das mittlere Sohlgefälle 41,4 ‰. Der Belgenbach entwässert ein 8,697 km² großes Einzugsgebiet über Rur und Maas zur Nordsee.

### Zuflüsse
- Lutterbach (rechts), 0,4 km[5]
- Holzbach (links), 2,1 km
- Asselbach (rechts), 0,7 km[5]
- Drosselbach (links), 1,3 km

## Talbeschreibung
Das Belgenbachtal ist überwiegend bewaldet und bildet zum größten Teil das Naturschutzgebiet Belgenbach. Aus und über seinen steilen Hängen ragen diverse Felsformationen. Im Tal liegt die Belgenbacher Mühle. Am Steilhang nahe der Einmündung des Drosselbaches steht das Alsdorfer Bergmannskreuz auf einem Felsvorsprung.